# Calgary Hitmen

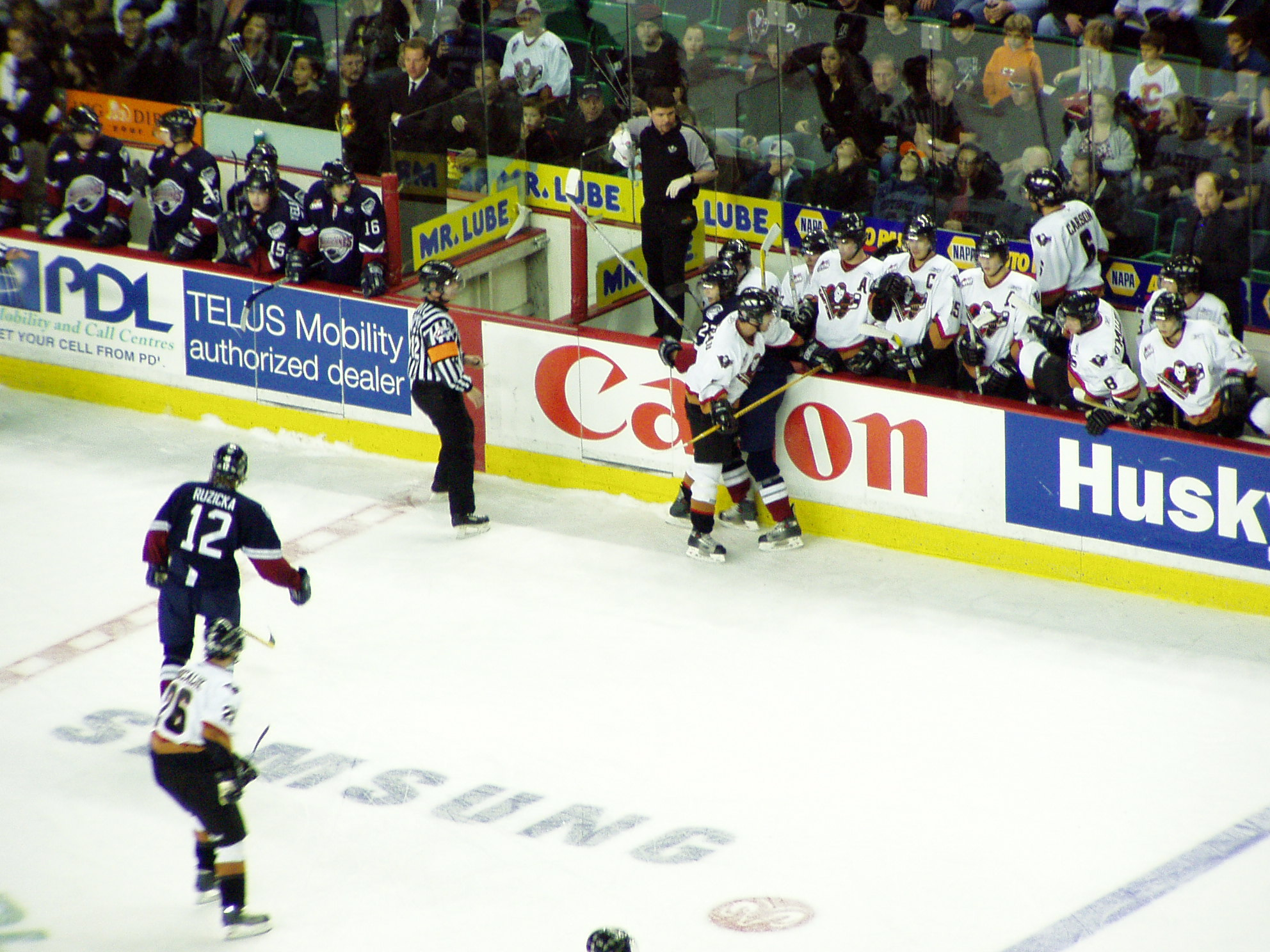
Ławka rezerwowych zespołu Calgary Hitmen (białe stroje)

Calgary Hitmen – juniorska drużyna hokejowa grająca w WHL w dywizji centralnej, konferencji wschodniej. Drużyna ma swoją siedzibę w Calgary w Kanadzie.
- Rok założenia: 1995–1996
- Barwy: czarno-srebrno-miedziane
- Trener: Mark French
- Manager: Mike Moore
- Hala: Pengrowth Saddledome (19 289 miejsc)

## Osiągnięcia
- Mistrzostwo Dywizji Centralnej: 1998, 1999, 2000, 2008, 2009, 2010, 2015
- Scotty Munro Memorial Trophy: 1999, 2000, 2009, 2010
- Ed Chynoweth Cup: 1999, 2010
- Drugie miejsce w Memorial Cup: 1999, 2010